# Saint-Marcel-de-Careiret
 Saint-Marcel-de-Careiret  es una población y comuna francesa, situada en la región de Languedoc-Rosellón, departamento de Gard, en el distrito de Nimes y cantón de Pont-Saint-Esprit.

## Demografía
| 332 | 314 | 349 | 461 | 554 | 616 | 676 | 693 | 807 |
| Para los censos de 1962 a 1999 la población legal corresponde a la población sin duplicidades (Fuente: INSEE [Consultar]) |     |     |     |     |     |     |     |     |